# 宮崎南警察署
宮崎南警察署（みやざきみなみけいさつしょ）は、宮崎県警察所管の警察署。署長の階級は警視。

## 所管区域
- 宮崎市（高岡町を除く）のうち大淀川の中心線以南の区域
  - 地域自治区では大淀、赤江、木花、本郷、青島、大塚、大塚台、生目、生目台、小松台、清武、田野が該当する。

## 所在地
- 宮崎県宮崎市大字恒久878番地1

## 沿革
- 2029年（令和11年）度：高岡警察署の移転等による宮崎西警察署（仮称）発足に伴い、宮崎南警察署の一部区域を宮崎西警察署（仮称）に移管[1]。

## 交番
- 大塚交番（宮崎市大塚町5153番地9）
- 清武交番（宮崎市清武町西新町1番地2）
- 国富（くどみ）交番（宮崎市大字本郷南方2450番地3）
- 中村通交番（宮崎市中村西3丁目3番6号）※1899年に設置された同所の新町交番が狭隘のため、2018年3月に移転し改称。
- 田野交番（宮崎市田野町甲2877番地38）
- 大坪交番（宮崎市大坪東3丁目19番7号）※1899年に設置された中村交番（宮崎市太田一丁目）が狭隘のため、2014年4月に移転し改称。
- 宮の元交番（宮崎市大字恒久278番地1）

## 駐在所
- 青島駐在所（宮崎市青島2丁目11番6号）
- 大塚台駐在所（宮崎市大塚台東2丁目1番地1）
- 学園木花台駐在所（宮崎市学園木花台北2丁目14番地6）
- 木花駐在所（宮崎市大字熊野464番地4）
- 小松台駐在所（宮崎市小松台東3丁目8番地6）
- 富吉駐在所（宮崎市大字富吉703番地1）

## 派出所
- 宮崎空港警備派出所（宮崎市大字赤江無番地）所長の階級は警部。